# Guillem Pere de Ravidats
Guillem Pere de Ravidats o Guillem Pérez de Ravitats. ? - 17 de diciembre de 1176, Lérida. Fue obispo de Lérida entre los años 1143 y 1176.
Con él se empezó la segunda etapa del obispado de Lérida en el año 1149, después de la reconquista por el conde Ramón Berenguer IV de Barcelona, de la ciudad ocupada por los sarracenos.
Fue quien procedente de la diócesis de Roda de Isábena, el que consagró el día 30 de setiembre de 1149, la mezquita como catedral cristiana bajo la advocación de Santa María la Antigua.
Sus restos fueron trasladados cuando la capilla de la Virgen de las Nieves de la Catedral de la Seu Vella de Lérida, estuvo construida. Esta capilla fue destruida en una explosión durante el año 1812.
| Predecesor: Gaufrid | Obispo de Lérida 1143 – 1176 | Sucesor: Guillem Berenguer |